# Evolvulus niveus
Evolvulus niveus är en vindeväxtart som beskrevs av Carl Friedrich Philipp von Martius. Evolvulus niveus ingår i släktet Evolvulus och familjen vindeväxter. Inga underarter finns listade i Catalogue of Life.